# Cordillera Dariense
La Cordillera Dariense (o Cordillera de Darién) es una cadena montañosa en Nicaragua. La misma se extiende en dirección oeste-este. Atraviesa los departamentos de Matagalpa y las regiones autónomas Caribe Norte y Caribe Sur (antiguo departamento de Zelaya).

## Descripción
La zona cuenta con una población muy reducida, se destaca el poblado de Matiguás en su vertiente meridional.
La cordillera Dariense es la divisoria de aguas, entre los ríos y arroyos que desaguan en el río Tuma, por el norte, y los que desaguan en el río Grande (o Grande de Matagalpa), por el sur. 
La cordillera está formada por las sierras de Guascalí, Dantalí, Guabe y Apante. 
Su cumbre más elevada es el cerro Chimborazo, de 1.668 m de altitud. Otros cerros son el Palcila (1.478 m), Picacho (1.750 m) y San Salvador (1.247 m), así como el de Tejerina de 913,75 m.
En las laderas de las montañas de la cordillera se cultiva café y se extrae madera de sus bosques con fines comerciales.